# Doncières
Doncières település Franciaországban, Vosges megyében. Lakosainak száma 156 fő (2022. január 1.). Doncières Ménarmont, Nossoncourt, Rambervillers, Roville-aux-Chênes, Xaffévillers és Anglemont községekkel határos.

## Népesség
A település népességének változása:
| Lakosok száma | 148  | 143  | 142  | 137  | 135  | 132  | 140  | 148  | 156  |
|               | 2013 | 2015 | 2016 | 2017 | 2018 | 2019 | 2020 | 2021 | 2022 |